# Orosz Párt (Szerbia)
Az Orosz Párt (szerbül Ruska stranka) egy oroszbarát szerbiai párt. Élesen kritizálja az EU-t, nem kívánja Szerbia uniós tagságát. Elnöke Slobodan Nikolić.

## Választási eredmények
| Választás | Szavazatok száma | Szavazatok aránya | Mandátumok száma | Mandátumok aránya | Parlamenti szerepe |
| --------- | ---------------- | ----------------- | ---------------- | ----------------- | ------------------ |
| 2014-es   | 6547             | 0,18%             | 0                | 0%                | nem jutott be      |
| 2016-os   | 13 777           | 0,36%             | 0                | 0%                | nem jutott be      |
| 2020-as   | 6295             | 0,20%             | 0                | 0%                | nem jutott be      |
| 2022-es   | —                | —                 | 0                | 0%                | nem indult         |